# Federico Schumacher
Federico Schumacher Ratti (Santiago, 1963) es un compositor e investigador chileno, especializado en el campo de la música electroacústica.

## Biografía

### Estudios musicales
Schumacher estudió música en la Facultad de Artes de la Universidad de Chile, graduándose con el título de Licenciado en Música. En 2003 se graduó en composición electroacústica en la Escuela Nacional de Música de Pantin, donde estudió con la compositora Christine Groult. Un año después, realizó estudios de composición instrumental con Philippe Leroux, en la Escuela Nacional de Música de Blanc Mesnil.
En el 2000, regresó de Alemania a su país natal para desarrollar proyectos de música electrónica y electroacústica. Junto con José Miguel Candela, Roque Rivas, Tete Fernández y Cecilia García-Gracia, fundaron la Comunidad Electroacústica de Chile.
Realizó un doctorado en Procesos Analíticos y Creativos en la Universidad Federal de Minas Gerais, titulándose con la tesis "La Espacialidad en la Experiencia Musical Acusmática: un Enfoque Cognitivo" en 2019.

### Carrera musical
Además de su trabajo como compositor, ha estudiado la música electroacústica de su país y de América Latina. Realizó la investigación La Musique Electroacoustique en Amérique Latine para sus estudios en música electroacústica en el 2003. También realizó la investigación titulada El desarrollo de la música electroacústica en Chile: 50 años, financiada por el Gobierno de Chile a través del FONDART, que ofrece una compilación en tres discos de la música electroacústica del país andino, la cual fue curada por el mismo Schumacher.
Es profesor de composición en la Universidad ARCIS y es el director del Festival Internacional de Música Electroacústica Ai-Maako.
Sus composiciones han sido interpretadas en diversos festivales y conciertos.

## Obra
Ha realizado piezas para diversas dotaciones instrumentales, tanto para orquesta como para instrumentos solistas; aunque destaca su obra electrónica, electroacústica y acusmática.
Selección de obras:
- La Senda era tan Larga (1998), electroacústica basada en un poema de Vicente Huidobro
- La Música del Cuerpo (1998), electroacústica para medios cuadrafónicos, dos controladores MIDI e improvisación en tiempo real
- Palabras del Sur (1999), electroacústica
- Música para espantar dictadores (1999), para once instrumentos y sistema de amplificación
- Gato en el Agua (2000), electroacústica
- On the radio, oh, oh, oh (2001)
- 100 Flores (2001-2002), acusmática estéreo
- Ayes y Lamentos... (2000-2003), para doble orquesta, electroacústica y sistema de amplificación
- Estrellas Compactas (2002-2003), acusmática estéreo

## Discografía

### Monográficos
- [In]disciplina, Pueblo Nuevo, 5 de octubre de 2007.[8]
- Lo Inquietante, Seiten Wall - José Oplustil - Mega Doll. Pueblo Nuevo, 24 de abril de 2019.[9]

### Participaciones
- Compilado Pueblo Nuevo. Primer aniversario. Pista 10. Whisssh…! Pueblo Nuevo, 10 de agosto de 2006.[10]
- 50 años de música electroacústica en Chile. Disco 2, pista 3. Estrellas Compactas. Pueblo Nuevo Netlabel, Universidad ARCIS y LAIM, 20 de octubre de 2006.[11]
- Música chilena de raíz electrónica. Pista 10. Whisssh…! Pueblo Nuevo, 12 de abril de 2007.[12]
- Panorama electroacústico. Colección de música electroacústica chilena (3 discos). Disco 2, pista 5. El espejo de Alicia. Pueblo Nuevo, 25 de marzo de 2011.[13]
- Concurso de composición electroacústica y electrónica Gustavo Becerra-Schmidt. Ediciones 2012-2013. Pista 2. Partículas elementales. Pueblo Nuevo, 2015.[14]